# Anjiabe Ambony
Anjiabe Ambony is een plaats in Madagaskar gelegen in het district Ambilobe van de regio Diana. In 2001 telde de plaats bij de volkstelling 5285 inwoners.
In de plaats is basisonderwijs en voortgezet onderwijs voor jonge kinderen beschikbaar. 90% van de bevolking is landbouwer en 1% houdt zich bezig met veeteelt. Er wordt met name suikerriet verbouwd, maar katoen en rijst komen ook voor. 5% van de bevolking werkt in de industriesector en 1% van de bevolking werkt in dienstensector. Ten slotte voorziet 3% van de bevolking zich via visserij in levensonderhoud.